# Victoria Park (Dingwall)
Pour les articles homonymes, voir Victoria Park.
Le Victoria Park (officiellement appelé Global Energy Stadium, pour des raisons de naming) est un stade de football ouvert en 1929 et situé à Dingwall en Écosse.
D'une capacité de 6 541 places, il accueille les matches à domicile de Ross County, club du championnat écossais. Il a la particularité d'avoir une capacité supérieure à la population de la ville, qui est de 5 521 d'après le recensement de 2001 (en), mais le club draine plus de 60 000 supporteurs dans le comté de Ross and Cromarty d'où il tire son nom.

## Histoire
Tant que Ross County jouait en Highland Football League, le Victoria Park était un des plus grands stades de cette ligue. Quand le club accéda à la Scottish Football League en 1994, le Victoria Park devint alors le stade le plus au Nord de la ligue jusqu'en 2000, supplanté par le Borough Briggs d'Elgin City.
Quand le club accéda à la Scottish Premier League pour la saison 2012-13, le stade dut subir une rénovation pour répondre aux critères de la plus haute division écossaise. C'est à ce moment que son nom officiel devient Global Energy Stadium.

## Infrastructure et équipements
Le stade est équipé de quatre tribunes (tribune principale (Ouest), Academy End (tribune Nord), Jail End (tribune Sud) et tribune Est) proposant uniquement des places assises. Les supporteurs adverses sont positionnés dans l'Academy End alors que les tribunes Ouest et Est proposent des loges.
Le centre de formation du club est situé juste à côté du stade, avec deux terrains en pelouse artificielle et trois terrains en pelouse naturelle.

### Galerie

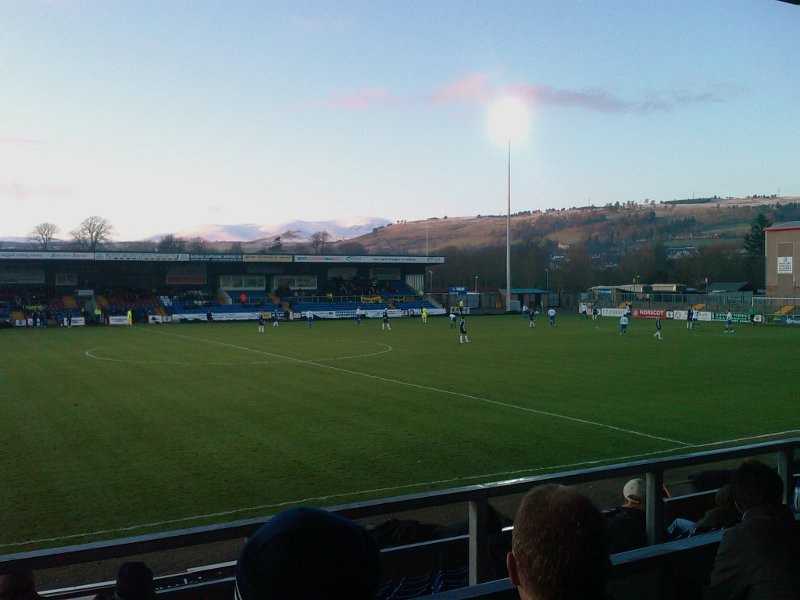
Tribune Ouest.
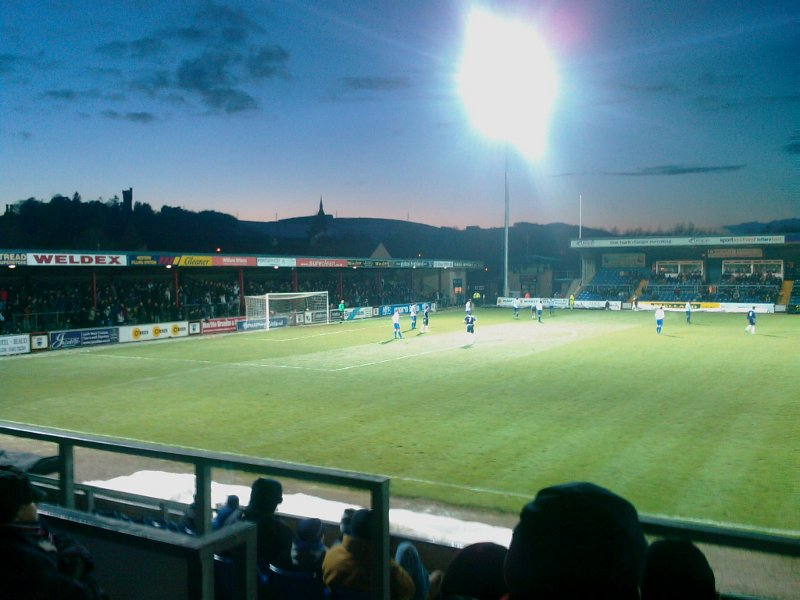
Jail End.